# ألبرت ك. تومسون
ألبرت ك. تومسون (بالإنجليزية: Albert C. Thompson)‏ هو قاضي ومحامي وسياسي أمريكي، ولد في 23 يناير 1842 في الولايات المتحدة، وتوفي في 26 يناير 1910 في نفس البلد. حزبياً، نشط في الحزب الجمهوري. وقد انتخب عضو مجلس النواب الأمريكي.